# Dobrîniv, Rohatîn
Dobrîniv (în ucraineană Добринів) este localitatea de reședință a comunei Dobrîniv din raionul Rohatîn, regiunea Ivano-Frankivsk, Ucraina.

## Demografie
Componența lingvistică a localității Dobrîniv
     Ucraineană (99,76%)
     Alte limbi (0,24%)
Conform recensământului din 2001, majoritatea populației localității Dobrîniv era vorbitoare de ucraineană (99,76%), existând în minoritate și vorbitori de alte limbi.